# مصطفى نعيمة
مصطفى نعيمة (1655م – 1716م) (1065هـ - 1128هـ) مؤرخ عثماني حلبي، شغل عدة مناصب منها رئيس التشريفات، ومؤرخ السلطنة ،من مؤلفاته "روضة الحسين في خلاصة أخبار الخافقين"، توفي في باتراس.

## روابط خارجية
- مصطفى نعيمة على موقع الموسوعة البريطانية (الإنجليزية)